# The Cars
A The Cars egy amerikai rock együttes Bostonból, Massachusettsből. Az együttest 1976-ban alapították. Egyik legnagyobb sikert hozó albumuk az 1978-ban megjelent The Cars, amely szerepel az 1001 lemez, amit hallanod kell, mielőtt meghalsz című könyvben. Ric Ocasek 2019-ben elhunyt.

## Diszkográfia
- The Cars (1978)
- Candy-O (1979)
- Panorama (1980)
- Shake It Up (1981)
- Heartbeat City (1984)
- Door to Door (1987)
- Move Like This (2011)

## Fordítás
- Ez a szócikk részben vagy egészben  a   The Cars című angol Wikipédia-szócikk fordításán alapul.  Az eredeti cikk szerkesztőit annak laptörténete sorolja fel. Ez a jelzés csupán a megfogalmazás eredetét és a szerzői jogokat jelzi, nem szolgál a cikkben szereplő információk forrásmegjelöléseként.